# Diodo Zener
Il diodo Zener è un tipo di diodo a giunzione p-n, il cui comportamento è determinato dalla combinazione dell'effetto Zener e dell'effetto di breakdown a valanga, ed è caratterizzato dalla tensione Zener Vz, corrispondente alla tensione di breakdown, dipendente dalla resistività del materiale (cioè dal drogaggio delle zone p ed n) nonché dalla temperatura di lavoro. Viene spesso usato in polarizzazione inversa come elemento di riferimento della tensione al valore Vz e trova applicazione come stabilizzatore di tensione.

## Principio di funzionamento

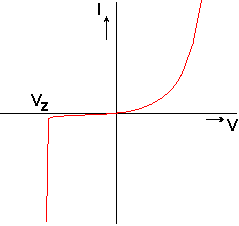
Caratteristica V/I del diodo Zener

Se polarizzato direttamente (tensione anodo > tensione catodo), il diodo Zener ha un comportamento analogo ai diodi comuni (primo quadrante del grafico in figura). Caratteristica peculiare del diodo Zener è il suo comportamento quando è polarizzato inversamente (tensione anodo < tensione catodo) e viene utilizzato in questo modo nella maggior parte delle applicazioni.
Quando la tensione ai capi del diodo Zener è compresa tra {\displaystyle V=}0 V e {\displaystyle V_{z}}, esso si comporta come un circuito aperto (benché continui a scorrere una piccola corrente di saturazione inversa, generalmente dell'ordine dei 10~100 μA, e quindi non rilevabile dai comuni strumenti). Quando la tensione raggiunge il valore di {\displaystyle V_{z}} entrano in azione due processi. Il primo è il comune effetto valanga presente anche in altre tipologie di diodo; il secondo, quello preponderante e da cui tale diodo prende il nome, è l'effetto Zener, derivante dal fatto che la banda di valenza della regione p è talmente vicina alla banda di conduzione della regione n che alcuni elettroni sono in grado, per effetto tunnel, di spostarsi dall'una all'altra.
Il diodo Zener è in grado di resistere al forte passaggio di corrente e mantiene ai suoi capi la tensione Vz. Quando la tensione scende al di sotto di |Vz|, il componente ritorna allo stato di interdizione.

## Caratteristiche
L'effetto Zener è ottenuto drogando fortemente le due zone p ed n. Applicando la tensione di Zener Vz si crea un campo elettrico di circa 20 MV/m che è sufficiente a strappare agli atomi gli elettroni di valenza.
Variando il drogaggio delle due zone si possono ottenere tensioni di breakdown comprese tra 2 V e 600 V.
Altro parametro importante che influisce sulle prestazioni del diodo Zener è la stabilità in temperatura. Con un'opportuna selezione è possibile ottenere diodi (es. 1N829), aventi uno scostamento del valore della tensione di Zener per variazioni di 1 K contenuto in 2 parti per milione. Tramite un'analoga selezione è possibile disporre di valori di tensione di Zener, con precisione ai centesimi di volt; diodi Zener con queste caratteristiche, dispositivi custom fuori commercio, sono presenti in apparecchiature elettroniche degli anni settanta-ottanta, come ad esempio alcuni alimentatori od oscilloscopi HP.

## Applicazioni

Esempio di applicazione del diodo Zener (stabilizzatore di tensione).

Per questa caratteristica, i diodi Zener sono spesso impiegati come limitatori di tensione. Ad esempio, nel circuito in figura:
- se Uin < |Vzener|, Uout = Uin
- se Uin > |Vzener|, Uout = Vzener

Applicazioni pratiche sono l'utilizzo come scaricatore oppure come limitatore di tensione in dispositivi di limitazione (in gergo "barriere") per l'alimentazione di apparecchiature a protezione intrinseca (Ex-i) installate all'interno di aree classificate (ATEX).